# Freie Liebe

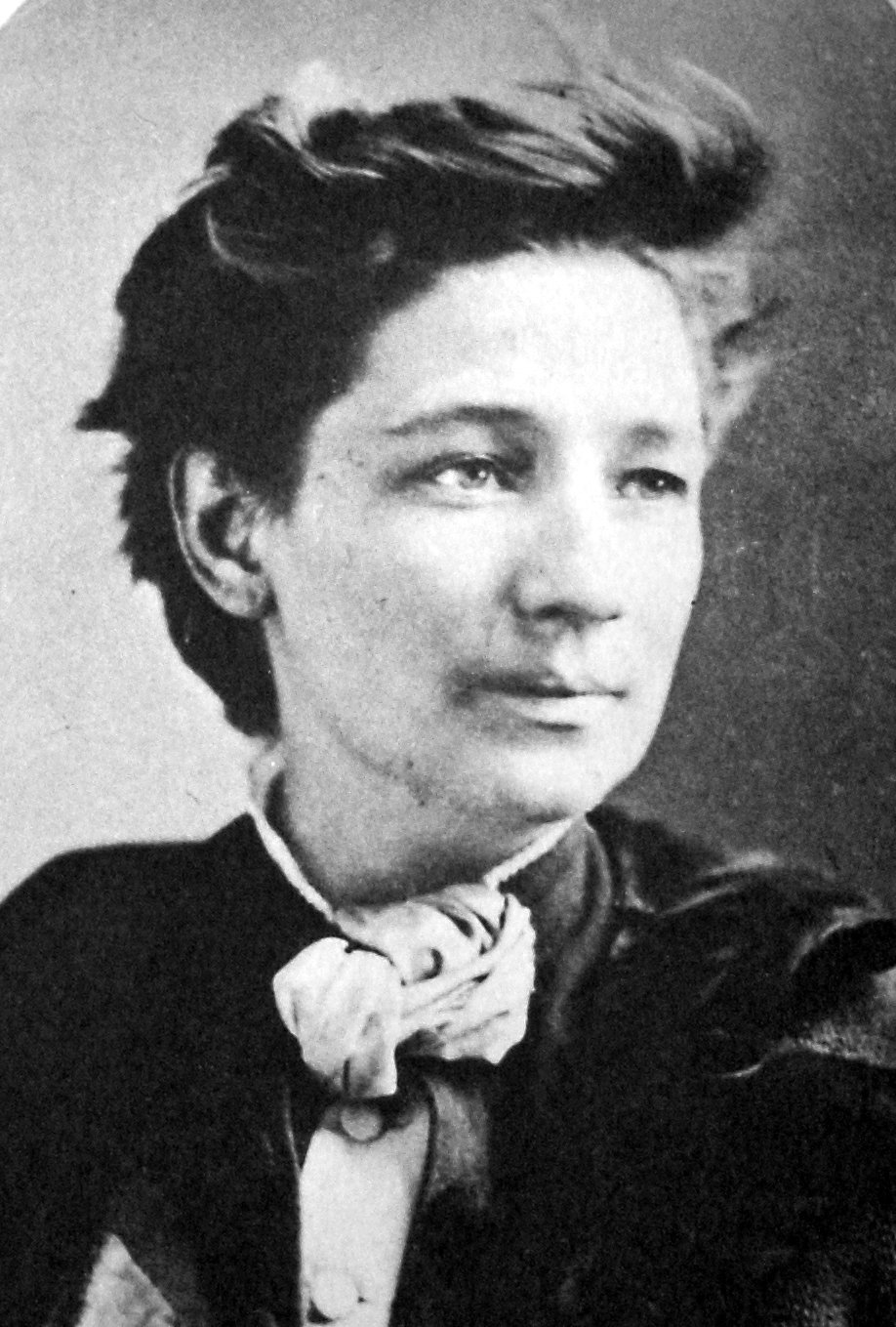
Victoria Woodhull, die 1872 freie Liebe für Frauen forderte, war von Charles Fourier beeinflusst.

Freie Liebe (engl. free love) war die Forderung einer in den 1870er Jahren in den Vereinigten Staaten entstandenen Bewegung, in der Feministinnen wie Victoria Woodhull und später Emma Goldman sich dafür einsetzten, Frauen vom Zwang zu befreien, für ihre wirtschaftliche Versorgung sexuelle Beziehungen ohne Liebe eingehen zu müssen, gleichgültig ob dies in Form von Ehe oder von Prostitution geschehe.
Neue Aufmerksamkeit fand die Idee, als in den frühen 1960er Jahren die Antibabypille verfügbar wurde und viele Länder der westlichen Welt von der zweiten Welle der Frauenbewegung erreicht wurden. Zur selben Zeit machte die 68er-Bewegung aus „freie Liebe“ einen Slogan, mit dem gesellschaftliche Akzeptanz für vor- und außereheliche sexuelle Aktivität allgemein gefordert wurde. Die darauf aufbauenden gesellschaftlichen Umschwünge sind bekannt als Sexuelle Revolution.
Viele Apologeten der freien Liebe beriefen sich dabei auf Wilhelm Reich, der schon 1932 argumentiert hatte, dass Sexualunterdrückung für das neurotische Elend der Menschheit verantwortlich sei.

## Freie Liebe im Sinne der 68er-Bewegung
Mit freier Liebe bezeichnet man eine Einstellung von Menschen, die Liebe und Sexualität ohne die Beachtung tradierter sozialer Normen ausleben, da sie diese als Einschränkung empfinden oder intellektuell als solche definieren.
Dazu gehört, dass Beziehungen gemäß der Idee der sexuellen Selbstbestimmung ausschließlich und partnerschaftlich von den an ihnen Beteiligten definiert werden und ansonsten keinen Vorgaben unterliegen. Das bedeutet, dass die geschlechtliche Identität und die Anzahl der Beteiligten keine Rolle spielen, Dauer und Art jeder einzelnen Beziehung nicht festgesetzt werden und letztere zu jedem Zeitpunkt der Beziehung wandelbar ist.
Herkömmliche Lebenskonzepte wie die Ehe werden als besitzergreifend, rein ökonomisch begründet und unfrei kritisiert. Geschichtlich gibt es eine Entwicklung von ursprünglich eher freier Sexualität zu heute eher freier Liebe.

## Begriff
Der Begriff der freien Liebe wurde zunehmend in den 1960er-Jahren von Anhängern Wilhelm Reichs und Vertretern der Kommunenbewegung etabliert.
Da Liebe als inhärent mit Freiheit verbundenes Phänomen verstanden wird, wird von Vertretern freier Liebe in der Regel auch einfach nur von „Liebe“ gesprochen, da der Terminus „freie Liebe“ ein Pleonasmus sei.
Ein populärer Vertreter dieser Auffassung ist der Psychologe Peter Lauster. Er versteht Liebe als psychologisches Phänomen, eine an die Wahrnehmung gebundene Erscheinung, die im Moment erlebt wird (also keinen andauernden Zustand darstellt) und nicht erzwungen werden kann, sich vielmehr unter Zwang außerordentlich schlecht entfaltet. Lauster begreift Institutionen wie die Ehe als überkommene Konstrukte. Überhaupt seien andauernde Phänomene – klassische Beziehungen – potenziell hinderlich für die bedingungslos offene, wertungsfreie Wahrnehmung des Partners.

## Geschichte
Dem voraus gehen historische Entwicklungen seit der Antike und insbesondere aus der sozialistischen Bewegung seit Mitte des 19. Jahrhunderts, welche die Ehe als Institution kritisierte und Liebesbeziehungen ohne Einmischung des Staates vertrat.
Bereits der Frühsozialist Charles Fourier (1772–1837) propagierte Gemeinschaften (Phalanstères), in denen Menschen gemeinsam leben und arbeiten sollten, unter anderem motiviert und zusammengehalten durch die freie Liebe. Über die Gemeinschaften hinaus bedeutet Freie Liebe im Sinne Fouriers jedoch auch die uneingeschränkte Entscheidung für jede Art von Partnerschaft und schließt damit auch Zweierbeziehungen usw. ein.
Auch Percy Bysshe Shelley predigte Theorien von freier Liebe, aber auch von Frauenemanzipation.
Mehrere Verfechter der freien Liebe verbanden das Konzept auch mit dem der Eugenik, indem sie davon ausgingen, dass Frauen durch die freie Wahl ihrer Sexualpartner verbesserten Nachwuchs gebären würden. Der Institution der Ehe wurde dabei eine dysgenische Wirkung vorgeworfen, da sie Frauen dazu bewege zu ihrer finanziellen Absicherung Männer zu heiraten, die körperliche, geistige und moralische Mängel aufweisen. Ohne diesen Druck würden sich Frauen dagegen nur noch mit den fittesten Männern fortpflanzen. Ähnliche Vorstellungen hatte bereits der Prediger und Publizist John Humphrey Noyes in seiner Oneida-Gemeinde vertreten. In den 1870ern und 1880ern war eugenische Rhetorik ein zentrales Dogma innerhalb des Konzeptes der freien Liebe geworden. So argumentierte Woodhull, die selbst einen behinderten Sohn hatte, dass die Ehe widernatürlich sei, da sie den evolutionären Fortschritt der „race“ (Rasse) behindere. Der amerikanische Feminist und Anarchist Moses Harman vertrat die Ansicht, dass eine Abschaffung der Ehe den menschlichen Nachwuchs körperlich optimieren werde, da Frauen und Männer instinktiv die besten Sexualpartner wählen würden. Harman benannte seine für die freie Liebe plädierende Zeitschrift Lucifer, the Light Bearer daher auch 1907 in The American Journal of Eugenics um. Seine Tochter Lillian Harman war ebenfalls der Auffassung, dass die Kinder von Frauen, die freie Liebe praktizieren, stärker und gesünder sein würden als jene von denen in monogamer Ehe. Die Journalistin Katharine Quarmby bemerkt vor diesem Hintergrund, dass es ironisch sei, dass in einer emanzipatorischen Bewegung wie dem frühen Feminismus negative Einstellungen gegenüber Behinderten gepflegt wurden.
Staatspolitisch erstmals umgesetzt wurde das Konzept der freien Liebe in der Sowjetunion während der russischen Revolution ab 1917 in unterschiedlicher regionaler Ausprägung. Die russische Revolutionärin und spätere Diplomatin Alexandra Kollontai wurde eine Schlüsselpropagandistin der neuen Gesellschafts- und Familienordnung und setzte in der jungen Sowjetunion durch, dass das Eherecht gelockert und der Mutterschutz verbessert wurde. Sie erkämpfte das Recht auf Schwangerschaftsabbruch und schlug Volksküchen und kollektive Kindererziehung vor.
Theoretisch hat Wilhelm Reich mit seiner Analyse der von ihm so bezeichneten sexuellen Zwangsmoral und seinen Schriften zur sexuellen Revolution zur Idee der freien Liebe ebenso beigetragen wie Herbert Marcuse, der sich für freie Ausübung der Sexualität und – damit verbunden – einer Auflösung der Kleinfamilie aussprach.
Marcuse und Reich beeinflussten wesentlich die Sexuelle Revolution und die Hippie-Bewegung, die sich selbst auch als love generation bezeichnete und mit dem Slogan Make love, not war unter anderem gegen die etablierten gesellschaftlichen Normen protestierte.
Diese Forderungen nach freier Liebe stießen auf zeitgleich stattfindende Liberalisierungen der gesellschaftlichen Realität, in denen Themen wie vorehelicher Geschlechtsverkehr, wilde Ehen, Homosexualität etc. zunehmend enttabuisiert wurden. Die Verbreitung der Anti-Baby-Pille und Bewegungen wie „Flower Power“ trugen dazu bei, dass viele Ideen der freien Liebe sich in der Gesellschaft etablierten.
Beispiele für Kommunen, die freie Liebe propagierten sind, bzw. waren: Kommune I, AAO (Muehl-Kommune), ZEGG, Tamera.

## Abgrenzung
Eine offene Beziehung beinhaltet freie Sexualität, nicht jedoch freie Liebe im emotionalen Sinne.
Demgegenüber bildet die Polyamorie-Bewegung heute eine Art Subkultur, die die Bedeutung von Kommunikation und Zustimmung zwischen allen Beteiligten betont.
Die Beziehungsanarchie geht hier noch weiter und lehnt übliche Normvorstellungen über Partnerschaften grundsätzlich ab, schließt aber anders als die freie Liebe auch langanhaltende Beziehungen und Beziehungen ohne Sexualität ein.